# Foriea
Foriea (en griego, Φορίεια) es el nombre de un antiguo asentamiento griego de Arcadia.
Es mencionada en un fragmento de Éforo recogido por Esteban de Bizancio donde se la cita como un vicus (en griego, Κώμη) de Arcadia cuyo gentilicio es «forieos».
Se desconoce su localización exacta.